# Tiago Djaló
Tiago Emanuel Embaló Djaló (Amadora, 9 de abril de 2000) é um futebolista português que atua como zagueiro. Atualmente joga pelo Porto, emprestado pela Juventus.[carece de fontes?]

## Carreira

### Sporting
De origem guineense, Djaló é natural da cidade Amadora e cresceu no bairro da Reboleira, tendo antes do futebol praticado tênis de mesa. Iniciou no futsal, atuando pela equipe Metralhas, de Damaia. Posteriormente, passou para o futebol de campo ao ingressar no Damaiense, onde foi descoberto pelou Sporting em 2013.

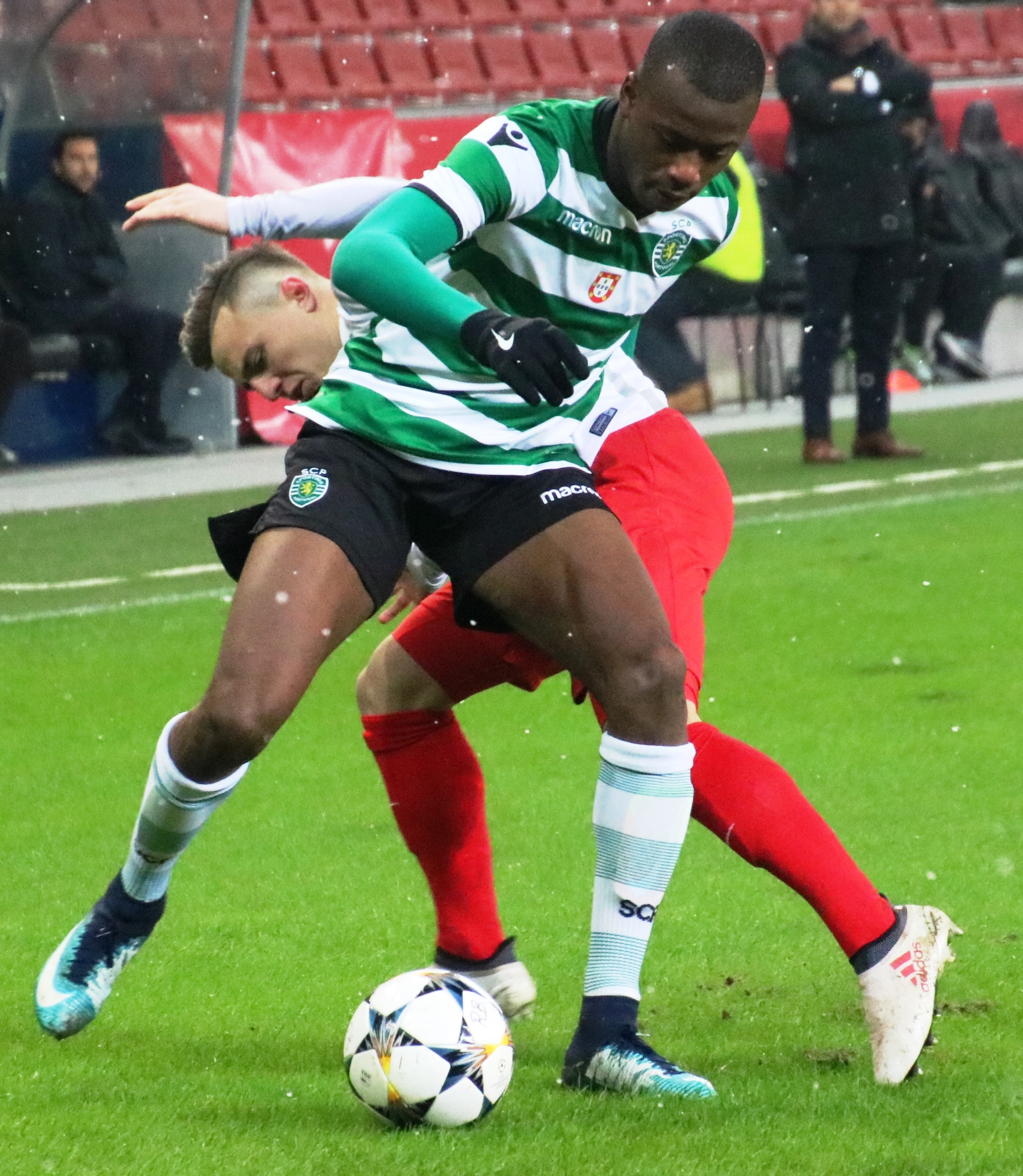
Djaló em 2018, atuando pelo Sporting B

Ainda na base do Sporting, aos 16 anos, Djaló assinou seu primeiro contrato profissional em 23 de abril de 2016. Em 27 de novembro de 2018, foi integrado juntamente com três colegas do Sporting B ao time principal pelo técnico Marcel Keizer para a partida contra o Qarabağ na 5ª rodada da Liga Europa.
Entretanto, Djaló não chegou a atuar pelo clube principal do Sporting, apenas pelo time B, saindo em janeiro de 2019 após comunicar que sua transferência ao Milan foi concretizada. Foram oito jogos na Liga Juvenil e 12 na Segunda Liga, além de uma relação ao banco de reservas em partida contra o Qarabag.

### Milan
Em 19 de janeiro de 2019, foi apresentado pelo Milan, assinando contra por quatro temporadas e meia. Primeiramente sendo integrado ao time B do clube, foi posto no time principal pelo técnico Gennaro Gattuso após alguns treinos. Não chegou a estrear pelos russoneros, onde em agosto de 2019 acabou transferindo-se ao Lille. Atuando pelo Milan Primavera (Sub-19), Djaló atuou em 15 partidas.

### Lille
Em 1 de agosto de 2019, foi anunciado e apresentado como novo reforço do Lille. Djaló assinou por cinco anos e assumiu a camisa 2, por uma valor de transferência que girou em torno de 5 milhões de euros.
Fez sua estreia pelo clube francês em 12 de agosto de 2019, na vitória por 2–1 sobre o Nantes na estreia do Campeonato Francês de 2019–20. Foram 14 partidas em sua primeira temporada, 24 em 2020–21 além dos títulos do Campeonato francês e da Supercopa da França.

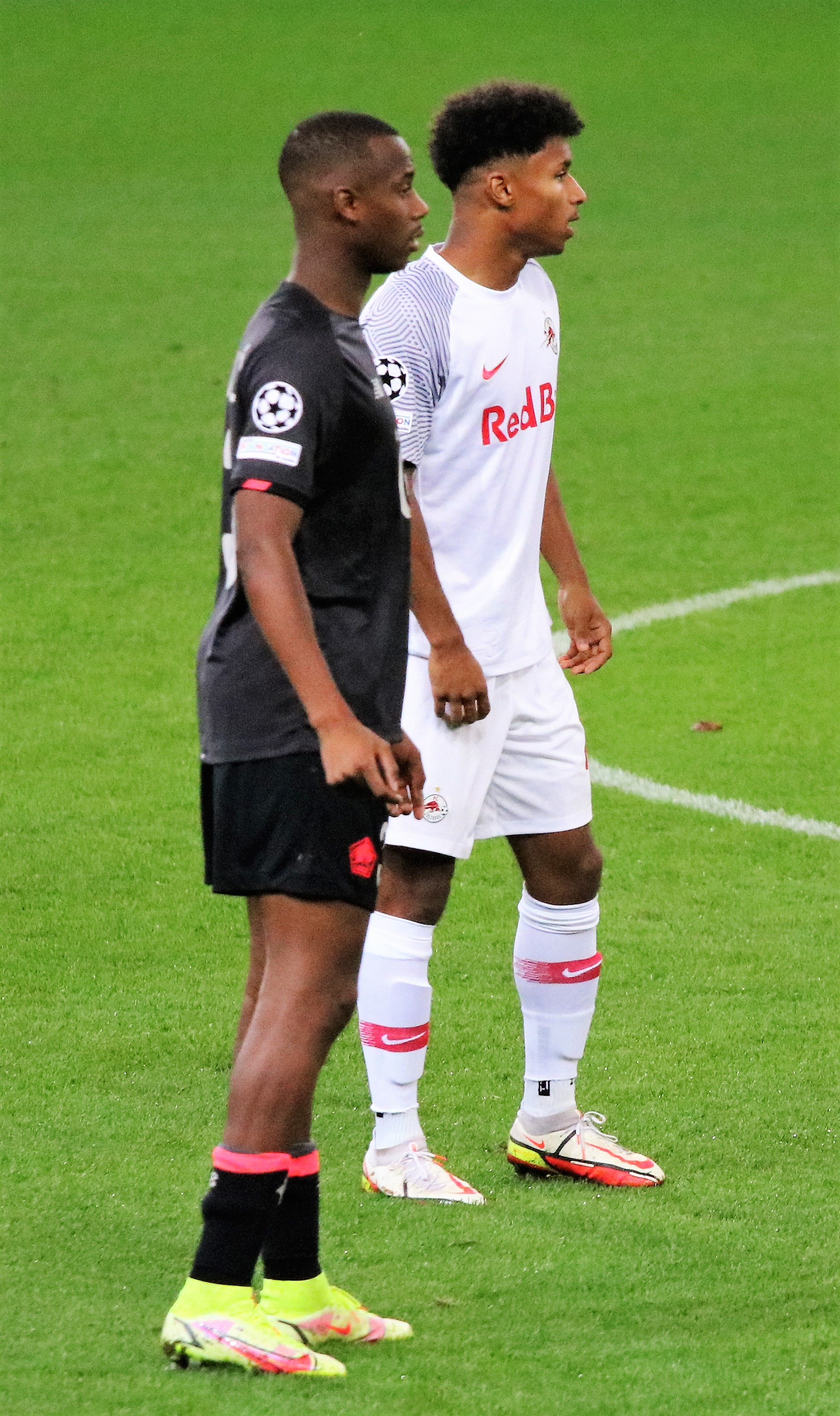
Djaló em 2021 atuando contra o Salzburg

Na temporada de 2021–22, firmou-se como titular da equipe e atuou tanto como zagueiro central como nas laterais, tendo disputado 28 partidas e feito seu primeiro gol com a camisa do clube no empate de 1–1 com o Angers na 13ª rodada da Ligue 1. Titular absoluto na temporada de 2022–23, Tiago sofreu uma lesão ligamentar no joelho no empate de 1–1 com o Lens na Ligue 1 em 6 de março de 2023 e acabou perdendo espaço no time. Só retornou aos treinos em novembro de 2023, no início da outra temporada.
Ao todo, disputou 102 jogos e 3 gols pelo clube francês e conquistou dois títulos.

### Juventus
Especulado na Inter de Milão, que tinha interesse em sua contratação quando acabasse seu contrato em junho com o Lille, Djaló foi anunciado como nova contratação da Juventus em 22 de janeiro de 2024, assinando contrato até 2026 e utilizando a camisa 33.
Só fez sua estreia na última rodada do Campeonato Italiano, numa vitória sobre o Monza por 3–0, entrando aos 74 minutos do segundo tempo no lugar de Alex Sandro.

## Seleção Portuguesa

### Sub-17
Foi convocado para o Torneio Quadrangular dos Campeões no México em agosto de 2016. Em novembro do mesmo ano, foi convocado para o Torneio Nike, nos Estados Unidos.
Em fevereiro de 2017, integrou o elenco convocado e campeão do Torneio Internacional do Algarve. Um mês depois, foi chamado para a Ronda de Elite para classificação ao Europeu da categoria.

### Sub-18
Em junho de 2018, integrou o elenco convocado para o Torneio Internacional de Lisboa. Na última rodada, fez um dos gols da vitória por 2–1 sobre a República Tcheca, que sagrou-se campeão do torneio.

### Sub-21
Em 15 março de 2021, Tiago Djaló foi um dos 23 convocados por Rui Jorge para representar Portugal no Campeonato Europeu Sub-21, na Hungria.

### Principal
Em 21 de março de 2022, obteve sua primeira convocação à Seleção Principal para substituir Pepe, cortado por conta de da COVID-19, em partida contra a Turquia válida pelos playoffs de classificação à Copa do Mundo.
Em setembro de 2022, foi um dos convocados para duas rodadas da Liga das Nações contra a República Tcheca e Espanha, nos dias 24 e 27, respectivamente.

## Estilo de jogo
Com estatura elevada (1,90 m), tem como pontos fortes cabeceamento, velocidade e técnica. Embora seja destro, sente-se à vontade jogando também pela esquerda e tem características boas para atuar em uma defesa de três homens.

## Vida pessoal
Tiago Djaló tem ascendência guineense por parte de mãe. Sua família tem bastante identificação com esportes, que dois dos seus irmãos, Sérgio e Miguel, são esportistas, sendo um basquetebolista e o outro futebolista, respectivamente. Seus primos, Yannick Djaló e José Embaló também são futebolistas. Também sabe falar fluentemente seis idiomas.

## Títulos

### Lille
- Campeonato Francês: 2020–21
- Supercopa da França: 2021

### Juventus
- Copa da Itália: 2023–24

### Seleção Portuguesa
- Liga das Nações da UEFA: 2024–25[32]

#### Sub-17
- Torneio Internacional do Algarve: 2017

#### Sub-18
- Torneio Internacional de Lisboa: 2018